# Peter Jakoby
Peter Jabbagy Jakoby, född 1941 i Budapest, är en ungersk-svensk-tysk målare och grafiker.
Jakoby studerade konst i Budapest och vid Valands konstskola i Göteborg samt vid Skånska Grafikskolan och under studieresor till Italien, Österrike, Norge och Tyskland där han studerade vid sommarskola för unga konstnärer i Salzburg. Han  växte upp i Sverige men flyttade senare till Tyskland. Han har medverkat i utställningar på Educational Art i Kassel, Gallery Gärtner och Svenska konsulatet i Wien. Hans konst består av målningar i en naturalistisk stil med landskap samt fantasiporträtt av kvinnogestalter men har under senare är gjort sig känd som en surrealist. Jakoby är representerad vid Svenska konsulatet i Wien, Sparbanken i Skåne, Statens järnvägar, Malmö kommun och Uddevalla kommun. 